# Лопатин, Игорь Константинович
И́горь Константи́нович Лопа́тин (13 ноября 1923, Полтава — 15 июня 2012) — белорусский энтомолог, один из крупнейших специалистов по жукам-листоедам. Профессор кафедры зоологии Белорусского государственного университета, доктор биологических наук (1965), академик Петровской Академии наук и искусства (1994). Председатель Белорусского энтомологического общества, почетный член Русского энтомологического общества. Лауреат Государственной премии БССР (1984) за учебник «Зоогеография». Заслуженный работник народного образования (1990), лауреат премии им. А. Н. Севченко (1993). В 1991 г. в Будапеште ему была присуждена и вручена медаль «За выдающиеся заслуги в энтомофаунистике Европы».

## Биография
Родился 13 ноября 1923 года в Полтаве, Украина.
- 1946 — окончил биологический факультет Харьковского университета, а позднее аспирантуру по специальности «энтомология»
- 1950 — защита кандидатской диссертации «Листоеды южного Заднепровья» (прошла в Одесском университете, где он затем работал старшим научным сотрудником Зоологического музея и старшим преподавателем кафедры зоологии)
- 1953 — начало работы в Таджикском государственном университете и изучение энтомофауны Средней Азии. Организовано более 10 экспедиций по всем среднеазиатским республикам от пустыни Каракум до высокогорий Памира. Открыты и описаны десятки новых для науки видов насекомых
- 1965 — защита докторской диссертации «Листоеды Средней Азии и северного Афганистана» (прошла в Зоологическом институте АН СССР)
- 1966 — присвоено ученое звание профессора, начало руководства кафедрой зоологии, назначение деканом биологического факультета Таджикского государственного университета
- 1977 — выход монографии «Жуки-листоеды Средней Азии и Казахстана». Издана в Алма-Ате, а в 1984 г. она была переведена на английский язык и издана в США по заказу департамента сельского хозяйства[1]
- 1980 — выход в свет учебника «Основы зоогеографии»
- 1989 — второе издание дополненного и переработанного учебника «Зоогеография», который был переведен и издан в Югославии (1995) и в Словении (1996)[1]
- 1994 — избран почетным академиком Петровской академии наук.

Многолетний президент Белорусского энтомологического общества, был членом президиума Всесоюзного, а сейчас Русского энтомологического общества; а также членом редсоветов журналов «Энтомологическое обозрение» и «Вестник БГУ», членом Постоянного оргкомитета международных симпозиумов по энтомофаунистике Центральной Европы, членом секции биологии Белорусского фонда фундаментальных исследований, членом специализированных ученых советов Института зоологии НАН РБ и Белорусского НИИ защиты растений. Более четверти века заведовал кафедрой зоологии (с 1970 года — кафедрой зоологии позвоночных, с 1974 по 1998 года — объединенной кафедрой) Белорусского университета.
Умер 15 июня 2012 года.

## Труды
Автор около 200 публикаций, в том числе книг, учебников и монографий:.
- Лопатин И. К. Жуки-листоеды Центральной Азии и Казахстана (Coleoptera, Chrysomelidae) // Л.:Наука, 1977. — 268 с.
- Лопатин И. К. Основы зоогеографии: [Учеб. пособие для биол. спец. вузов]. // — Мн.: Вышэйшая школа, 1980. — 200 с., ил., 16 л. ил.
- Лопатин И. К. Общая зоология. — Мн.: Вышэйшая школа, 1983. — 256 с.
- Lopatin I. K. Leaf Beetles (Chrysomelidae) of Central Asia and Kazakhstan // Oxonian Press, New Dehli-Calcutta, 1984, pp. 1–416.
- Лопатин И. К. Жуки-листоеды Казахстана // «Наука» КазССР,Алма-Ата, 1986. — 199 с. (соавтор Куленова К. З.)
- Лопатин И. К. Зоогеография: Учеб. для ун-тов. // — 2 изд., перераб. и доп. — Мн.: Вышэйшая школа, 1989. — 318 с., [16] л. ил.: ил.
- Лопатин И. К. Жуки-листоеды фауны Беларуси и Прибалтики. Определитель. // — Мн.: Вышэйшая школа, 1986. — 130 с.
- Lopatin I. K. Kratka zoogeografija. I. Knjiga. // Universitetski udzbenik. Ljubljana, 1995, 166 pp. (coauth. S.D. Matvejev)
- Lopatin I. K. Zoogeografija. — Krugujevac: Zim-Prom, 1995. — 257 pp.
- Лопатин И. К. Функциональная зоология. — Мн.: Вышэйшая школа, 2002. — 150 с.
- Лопатин И. К. и др. Check list of leaf-beetles (Coleoptera, Chrysomelidae) of the Eastern Europe and Northern Asia. Olsztyn, Mantis, 2004. — 343 pp. (coauth. O.R. Aleksandrovich, A.S.Konstantinov)

## Награды и признание
- Государственная премия БССР (1984) за учебник «Зоогеография»
- Медаль «За доблестный труд»
- Медаль «Ветеран труда»
- Заслуженного работника народного образования (1990)
- Лауреат премии им. А. Н. Севченко (1993)
- Медаль «За выдающиеся заслуги в энтомофаунистике Европы» (присуждена и вручена в Будапеште в 1991)
- Избран почетным академиком Петровской академии наук (1994)
- Почетные грамоты Министерства образования и Белгосуниверситета